# Rudawica (Białoruś)
Rudawica (biał. Рудавіцы; ros. Рудавицы) – wieś na Białorusi, w obwodzie grodzieńskim, w rejonie grodzieńskim, w sielsowiecie Kwasówka.

## Historia
Dawniej wieś i dobra w powiecie grodzieńskim, województwa trockiego Rzeczypospolitej Obojga Narodów.
W czasach zaborów w granicach Imperium Rosyjskiego, w guberni grodzieńskiej, w powiecie grodzieńskim.
W latach 1921–1939 wieś i folwark leżały w Polsce, w województwie białostockim, w powiecie grodzieńskim, w gminie Łasza.
Według Powszechnego Spisu Ludności z 1921 roku zamieszkiwało:
- we wsi – 98 osób, 10 było wyznania rzymskokatolickiego, 88 prawosławnego. Jednocześnie 13 mieszkańców zadeklarowało polską przynależność narodową, a 85 białoruską. Było tu 15 budynków mieszkalnych.
- w folwarku – 26 osób, 15 było wyznania rzymskokatolickiego, 11 prawosławnego. Jednocześnie 15 mieszkańców zadeklarowało polską przynależność narodową a 11 białoruską. Były tu 4 budynki mieszkalne[3].

Miejscowość należała do parafii prawosławnej w Łaszy i rzymskokatolickiej w Kwasówce. Podlegała pod Sąd Grodzki w Indurze i Okręgowy w Grodnie; właściwy urząd pocztowy mieścił się w Kwasówce.
W wyniku napaści ZSRR na Polskę we wrześniu 1939 miejscowość znalazła się pod okupacją sowiecką. 2 listopada została włączona do Białoruskiej SRR. 4 grudnia 1939 włączona do nowo utworzonego obwodu białostockiego. Od czerwca 1941 roku pod okupacją niemiecką. 22 lipca 1941 r. włączona w skład okręgu białostockiego III Rzeszy. W 1944 miejscowość została ponownie zajęta przez wojska sowieckie i włączona do obwodu grodzieńskiego Białoruskiej SRR.

## Urodzeni w Rudawicy
- Wacław Tomaszewski –  polski architekt, nauczyciel akademicki, poseł na Sejm Ustawodawczy II RP[7]